# Guardia Real

Wappen der Guardia Real

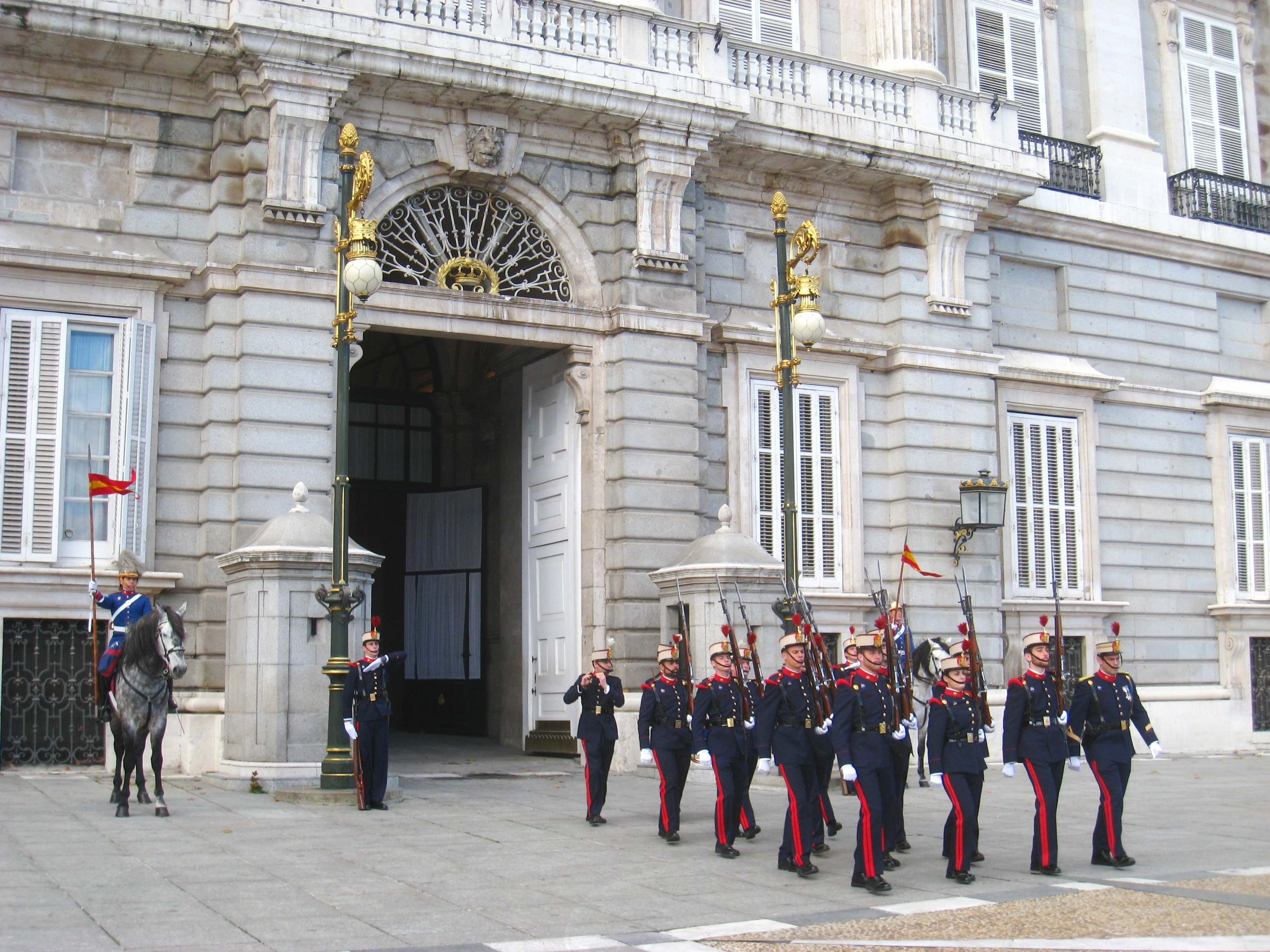
Wachablösung

Die Guardia Real (deutsch Königliche Garde) ist eine unabhängige militärische Einheit der spanischen Streitkräfte, die dem Schutz des Königs und seiner Familie dient.

## Geschichte
Die Guardia Real besteht in immer wieder veränderter Form seit dem Mittelalter, wurde allerdings 1931 von der Zweiten Republik aufgelöst. Bereits nach Ende des Spanischen Bürgerkriegs wurde sie von Franco als Casa Militar de su Excelencia el Generalísimo y Jefe del Estado wiedereingeführt. Sie war der direkte Vorgänger der heutigen Guardia Real. Sie dient auch dem Schutz ausländischer Staatsoberhäupter und von Gebäuden, wie dem Königspalast in Madrid, dem Palacio de la Zarzuela, dem Palacio El Pardo und anderen.